# Mont Aka (Daisetsuzan)
Pour l’article homonyme, voir Mont Aka (Yatsugatake).
Le mont Aka (赤岳, Aka-dake) est un stratovolcan situé dans le groupe volcanique Daisetsuzan des monts Ishikari dans l'île Hokkaidō au Japon.